# Kinas sociala kreditsystem
Kinas samhällskreditsystem (社会信用体系; Shèhuì xìnyòng tǐxì), ofta kallat Kinas sociala kreditsystem, är ett pågående kinesiskt statligt projekt för att skapa ett system för social "kreditvärdighet" hos befolkningen. Syftet med projektet uppges vara att förbättra samhällets integritet, kreditmiljö och att öka landets totala konkurrenskraft och att skapa en rättvis, transparent och förutsägbar kommersiell miljö. Systemet kan stärka incitamentet för företag att fatta sina verksamhetsbeslut i riktning mot industriella och tekniska politiska mål som fastställts av den kinesiska regeringen. Projektet prövas sedan 2014 i delar av landet med målet att ha systemet helt i drift 2020. Projektet är under uppbyggnad och ännu inte ett enhetligt system, men beskrivs ibland i västerländsk media som färdigställt och mer långtgående än vad det är.
Systemet inkluderar big data-baserade funktioner för att övervaka, värdera och styra beteendet av aktörer på marknaden på ett mer omfattande sätt än vad som är möjligt med befintliga kreditvärderingsmekanismer. Tekniska huvudaktörer i systemet är Taiji Computer, Huawei, Alibabas Sesame Credit, Tencent och VisionVera.
Systemet innefattar förmåner/belöningar och nackdelar/straff baserat på de olika aktörernas kreditvärde likt kreditupplysning. Ett högt kreditvärde kan ge förmåner såsom rabatterade energiräkningar, förbättrade växlingskurser, minskat krav på deposition vid olika typer av hyreskontrakt, förmåner i vårdköer och förmånligare transportkostnader. Ett lågt kreditvärde kan i stället ge svårigheter att få bostad, krediter eller att köpa biljetter till kollektiva transporter och kan även leda till olika former av svartlistning. Systemet är inte enhetligt utan ett flertal olika pilotprojekt är i drift i olika delar av Kina.
Ryggraden i systemet är en nationell plattform för delning av kreditinformation (全国信用信息共享平台) som har varit i drift sedan 2015 och huvudsakligen arbetar med data från statliga myndigheter. Kommersiella kreditbetygstjänster är en viktig del i systemet och principen bygger på att de kommersiella aktörerna får ta del av det den statligt lagrade informationen i utbyte mot att den kommersiella aktören delar sin data till staten. Flera stora aktörer såsom Alibaba, JD.com, Baidu, Wanda, China Telecom och Fosun har utvecklat egna system för kreditvärdering av dess användare. Det är oklart i vilken omfattning datautväxling sker mellan de kommersiella aktörerna och den nationella plattformen.